# قنات مروان (بزنجان)
قنات مروان (بالفارسية: قنات مروان) هي مستوطنة تقع في إيران في قسم بزنجان الريفي. يقدر عدد سكانها بـ 342 نسمة بحسب إحصاء 2016.